# La cosa más dulce
La cosa más dulce (en inglés The Sweetest Thing) es una película estadounidense de comedia dirigida por Roger Kumble. Está protagonizada por Cameron Diaz, Christina Applegate, Thomas Jane y Selma Blair.

## Argumento
Christina Walters (Cameron Diaz) quiere disfrutar de los hombres. En una de sus noches de fiestas, conoce a su príncipe azul, pero desaparece rápidamente y ella se queda sin saber nada de él, salvo que su hermano contraerá matrimonio en un pequeño pueblo.
Junto a una de sus mejores amigas, se lanzará a buscarlo. Su otra amiga, se quedará en casa con su nuevo novio. En el viaje, las dos amigas vivirán diversos obstáculos como estropicios de ropa, encuentros no deseados en servicios públicos, tiendas de ropa pasada de moda pero finalmente, al llegar a la iglesia, para sorpresa de Christina se descubre que su príncipe azul es en realidad el novio de la boda.

## Reparto
- Cameron Diaz como Christina Walters.
- Christina Applegate como Courtney Rockcliffe.
- Selma Blair como Jane Burns.
- Thomas Jane como Peter Donahue.
- Jason Bateman como Roger Donahue.
- Parker Posey como Judy Webb.
- Johnny Messner como Todd.
- Eddie McClintock como Michael.
- Georgia Engel como Vera.

## Curiosidades
- La película utiliza principalmente chistes crudos como fuente de humor.
- Una escena memorable se encuentra en la dirección de un número musical, dedicado al tamaño de los genitales de los hombres: "...No puedes caber aquí. Mi cuerpo es una película, ¡y la estrella es tu pene!" Este número musical, conocido como "No Puedes Caber Aquí" o "La canción del pene", (basado en la canción "I'm Too Sexy" de grupo británico "Right Said Fred") fue retirada de los cines de Estados Unidos, aunque permaneció en las versiones para salas de otros países, y se recuperó para la versión en vídeo sin valoración lanzada en Estados Unidos.[4]
- La película fracasó en EE. UU. en cifras brutas como 24.718.164 dólares de los 43.000.000 que usaron de presupuesto de producción. En la taquilla extranjera, la cifra fue de 68.696.770.[5]
- En la película se menciona al artista Freddie Mercury como el nombre de la habitación principal de un hotel.[6]